# Enginyeria eòlica

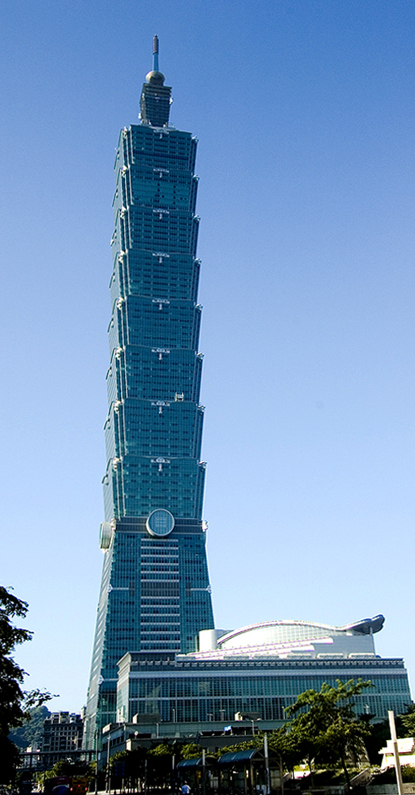
Edifici Taipei 101 a Taipei (Taiwan), amb protecció contra vents forts

L'enginyeria eòlica (en anglès: Wind engineering) és una enginyeria que va aparèixer a la dècada de 1960 al Regne Unit, que analitza els efectes del vent a la natura i a l'ambient edificat i estudia els possibles danys, inconvenients o beneficis que en resulten. Dins del camp de l'enginyeria estructural s'inclouen els vents forts que causen incomoditat, com també els vents extrems com són els huracans, tornados i fortes tempestes, que poden causar una extensa destrucció. En el camp de l'energia eòlica i contaminació atmosfèrica també inclou vents moderats, ja que aquests són importants en producció d'electricitat i dispersió de contaminants.
Inclou entre altres:
- Impacte del vent en infraestructures (edificis, ponts, torres).
- Confort prop dels edificis.
- Efectes del vent en la ventilació dels edificis.
- Clima del vent en energia eòlica.
- Contaminació de l'aire prop dels edificis.